# Piezas del comedor privado
Las piezas del comedor privado son un conjunto de habitaciones en el desaparecido Alcázar de Madrid.

## Historia
Las piezas se encontraban en una zona reformada en época de Carlos I de España.
Desaparecerían tras el incendio del Alcázar en 1734.

## Descripción
Se situaban en el lado más occidental de la crujía oeste del alcázar, el piso principal. En concreto, se encuentran a continuación de la cámara del rey. Al sur de esta última cámara se sitúan hacia el sur:
1. una pieza de planta semicircular correspondiente a una de las torres de la fachada occidental, por la que se pasaba, hacia el este, a
2. una pequeña habitación rectangular, que contaba con otra puerta en su muro que daba al "Apossento donde se ponen las mesas de la parada y bianda", en palabras del Plano de Gómez de Mora. Posteriormente sería conocida como pieza de las audiencias retiradas. Al sur de la pequeña habitación rectangular, se pasaba a,
3. una habitación cuadrangular con dos vanos de ventanas hacia el oeste. Está habitación sería conocida después como pieza donde el rey come.

Por medio de esta última habitación cuadrangular del comedor privado, situada más al sur, se accedía a la galería dorada.
Desde el aspecto ceremonial, estas piezas formaban parte de la parte más privada del conjunto de piezas destinadas a habitación del monarca bajo el nombre de Cuarto del Rey. En la tercera de las piezas se daba audiencia a los cardenales.
En el Plano de Gómez de Mora se representan bajo el número 9.En el de Ardemans, de 1705, las dos habitaciones cuadrangulares se representan, por orden hacia el sur, con los números 7 y 8.